# El Quebrachal
El Quebrachal är en ort i Argentina.   Den ligger i provinsen Salta, i den norra delen av landet, 1 200 km nordväst om huvudstaden Buenos Aires. El Quebrachal ligger 355 meter över havet och antalet invånare är 10 243.
Terrängen runt El Quebrachal är mycket platt. Runt El Quebrachal är det mycket glesbefolkat, med 5 invånare per kvadratkilometer.. El Quebrachal är det största samhället i trakten.
I omgivningarna runt El Quebrachal växer i huvudsak lövfällande lövskog.